# Sac City
Sac City és una població dels Estats Units a l'estat d'Iowa. Segons el cens del 2000 tenia 2.368 habitants.

## Demografia
Segons el cens del 2000, Sac City tenia 2.368 habitants, 1.082 habitatges, i 642 famílies. La densitat de població era de 186,6 habitants/km².
Dels 1.082 habitatges en un 21,7% hi vivien nens de menys de 18 anys, en un 48,4% hi vivien parelles casades, en un 7,9% dones solteres, i en un 40,6% no eren unitats familiars. En el 37,8% dels habitatges hi vivien persones soles el 23,1% de les quals corresponia a persones de 65 anys o més que vivien soles. El nombre mitjà de persones vivint en cada habitatge era de 2,09 i el nombre mitjà de persones que vivien en cada família era de 2,7.
Per edats la població es repartia de la següent manera: un 19,1% tenia menys de 18 anys, un 6,9% entre 18 i 24, un 21,6% entre 25 i 44, un 23,3% de 45 a 60 i un 29,1% 65 anys o més.
L'edat mediana era de 46 anys. Per cada 100 dones de 18 o més anys hi havia 79,3 homes.
La renda mediana per habitatge era de 30.300 $ i la renda mediana per família de 39.139 $. Els homes tenien una renda mediana de 25.409 $ mentre que les dones 19.137 $. La renda per capita de la població era de 17.229 $. Entorn del 7,9% de les famílies i el 13,6% de la població estaven per davall del llindar de pobresa.

## Poblacions més properes
El següent diagrama mostra les poblacions més properes.